# Unto Eloranta
Unto Eloranta, född 1921 i Nyslott, Finland, död 1984 i Haparanda, var en finlandssvensk målare och grafiker. Han bodde från och med 1951 i Haparanda.
Eloranta studerade vid Fria konstskolan i Helsingfors. Han arbetade med motiv utförda i olja, akvarell, akvatint och lavering. Han utgav 1983 boken Unto Eloranta - målning och grafik som beskriver hans egen produktion genom åren. Eloranta är representerad vid Statens konstråd, Moderna museet[källa behövs], Norrköpings konstmuseum och Åbo konstmuseum.
Några av hans mer minnesvärda utställningar:
- 1973 Ligod Duncan Gallery Madison ave New York USA
- 1974 Invandrarnas utställning Liljevalchs Stockholm
- 1978 Vallombreuse Art Palm Beach Florida USA
- 1979 Vårsalongen Liljevalchs Konsthall Stockholm
- 1980 27th International exhibition Galerie Internationale New York USA[4]
- 1981 Konsthuset Stockholm
- 1983 Le Salon des Nations Centre International d Art Contemporain de Paris France[4]